# Ејвондејл (Колорадо)
Ејвондејл (енгл. Avondale) насељено је место без административног статуса у америчкој савезној држави Колорадо.

## Демографија
По попису из 2010. године број становника је 674, што је 80 (-10,6%) становника мање него 2000. године.
| Група             | 2000.       | 2010.       |
| Белци             | 241 (32,0%) | 253 (37,5%) |
| Афроамериканци    | 1 (0,1%)    | 6 (0,9%)    |
| Азијати           | 1 (0,1%)    | 1 (0,1%)    |
| Хиспаноамериканци | 483 (64,1%) | 403 (59,8%) |
| Укупно            | 754         | 674         |